# Atenodoro di Rodi
Atenodoro, o Atanodoro (in greco antico: Ἀθανόδωρος?) (Rodi, ... – ...; fl. I secolo a.C.), è stato uno scultore greco antico.

## Biografia e opere

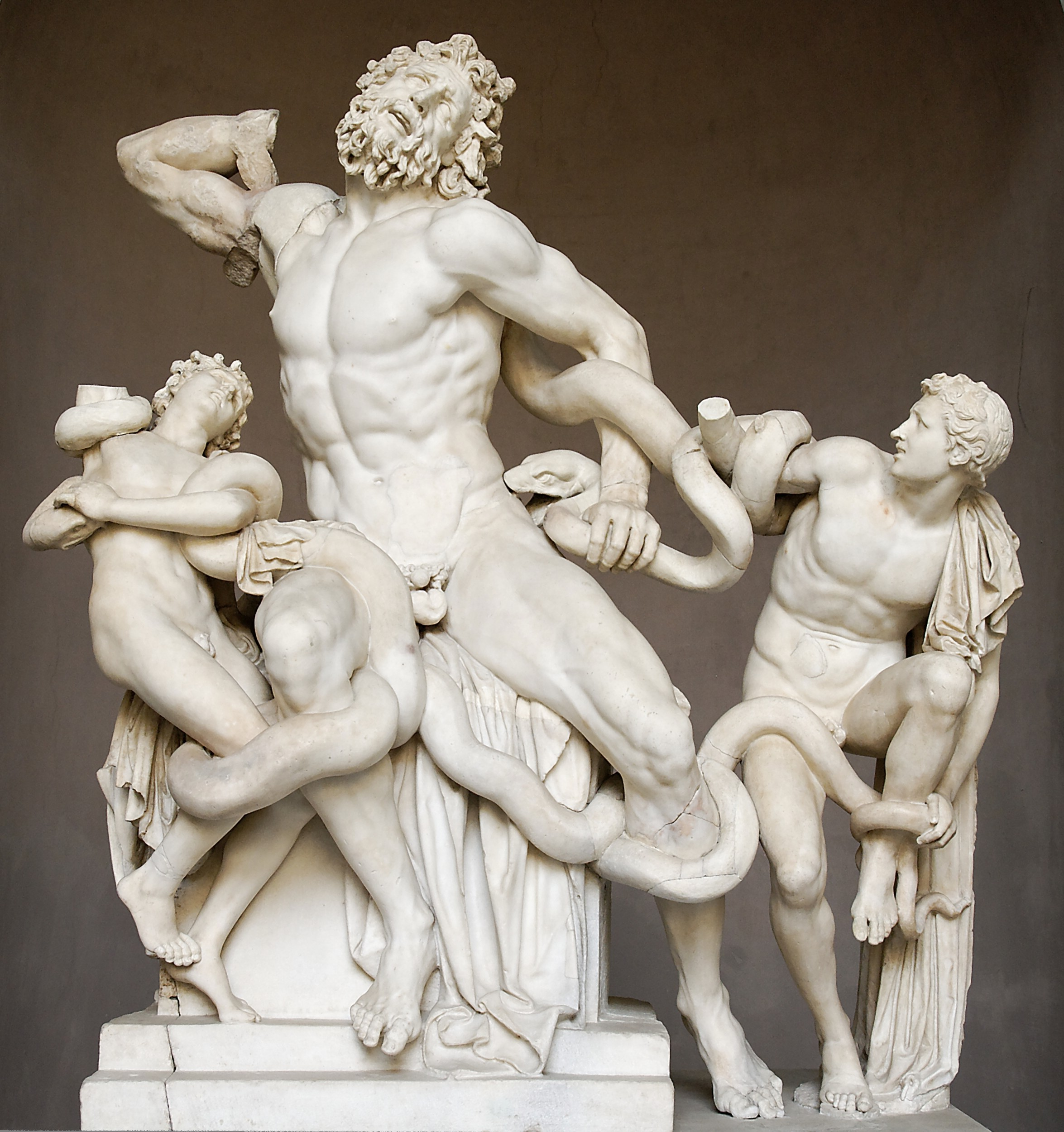
Il gruppo del Laocoonte.

È l'autore, assieme al padre Agesandro ed il fratello Polidoro, del famoso gruppo del Laocoonte conservato nei Musei Vaticani. Sono state trovate sue firme su basi di statue scoperte sia in Italia che a Lindo (isola di Rodi) ed è stata attribuita a lui anche una statua di Iside ora conservata a Roma.